# Waros

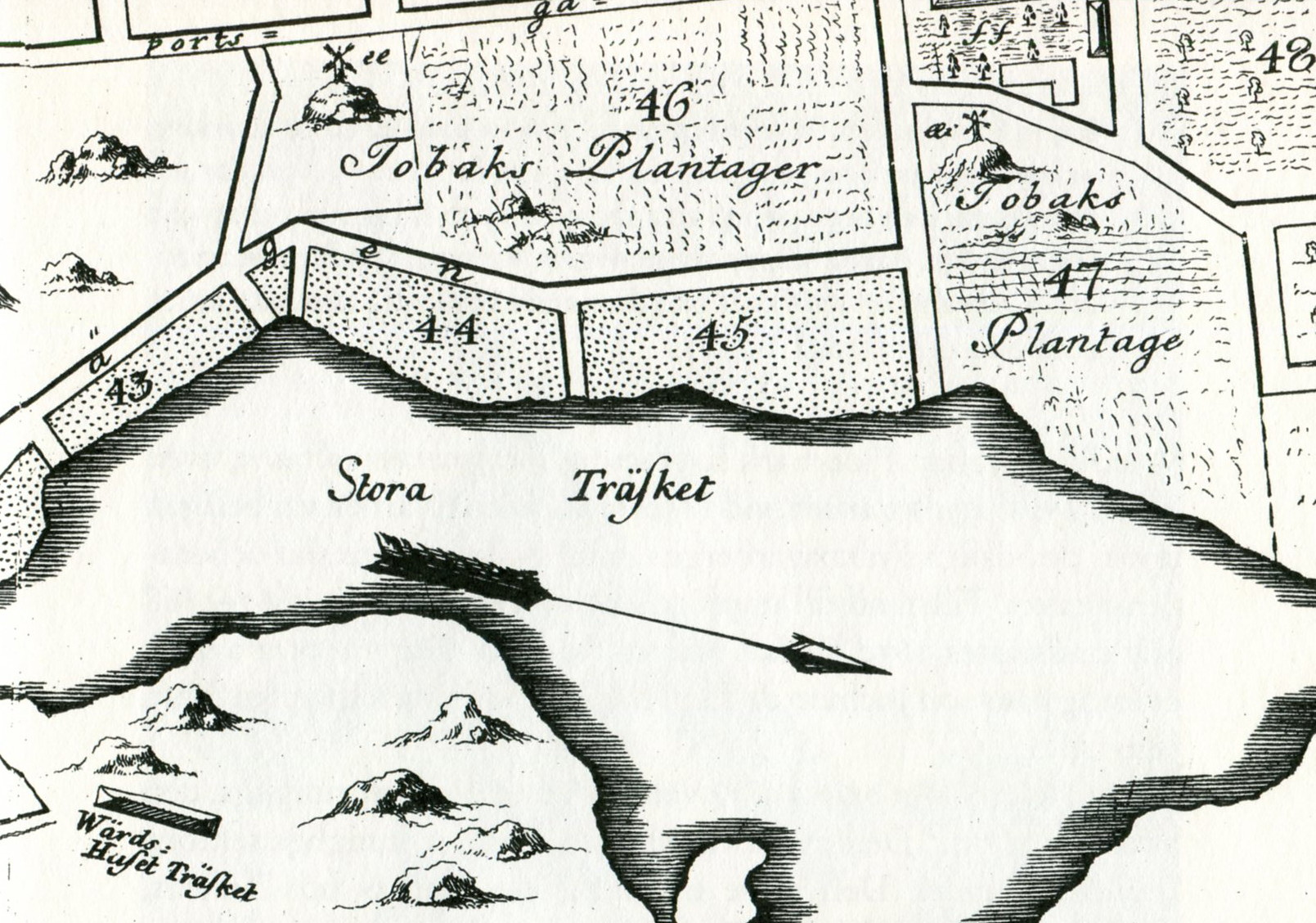
Träsket med kvarnarna Waros (ee) och Jan Erss (ae) på en karta från 1771.

Waros var en väderkvarn i nuvarande Vasastan i Stockholm. Det rörde sig om en stolpkvarn från 1600-talet, som fanns ännu kring 1875 men ej därefter.

## Historik
Waros kvarn stod i kvarteret Apotekaren (nu Hälsan) vid nuvarande Döbelnsgatan. Kvarnen var uppkallad efter sin ägare Johan Warou (död 1710) som var myntsmed i Stockholm. Han härstammade ur en vallonsläkt och var gift med Elisabet Israelsdotter Pump. Tillsammans ägde de: ”En gård å Norremalm wid Brunkeberg å frij och egen grund" samt "En gård med en inmurad panna utan hatt och kiettell, sampt wäderqwarn å Norremalm och nya Tullportzgatan å stadzens grund".
På en karta från 1771 syns Johan Warous kvarn mellan dåvarande Tullportsgatan (nu Döbelnsgatan) och Träsket. Ett litet stycke länge norrut syns även kvarnen Jan Erss som revs på 1880-talet. Kvarnen Waros är även redovisad på Petrus Tillaeuss karta från 1733 (litt. i) och fanns fortfarande kvar när Heinrich Neuhaus på 1870-talet ritades sitt Stockholmspanorama. Där ser man båda kvarnar omgivna av nya, delvis bebyggda bostadskvarter.